# 比尔语
比尔语是柬埔寨一种濒危比尔语支语言。“比尔语”是个贬义词，来自历史上高棉族的奴隶阶层，但仍是书面上的常见用语。比尔语分布在柬埔寨柏威夏省罗文县3至4个村(《民族语》)。